# Confession de foi baptiste (1689)
La confession de foi baptiste de 1689 (anglais : Confession of Faith) est une confession de foi baptiste publié en Angleterre en 1677 et adoptée plus largement en 1689.

## Histoire
La rédaction de la confession de foi baptiste en 1689 est liée à l'histoire des premiers baptistes anglais et à la différence entre la branche baptiste traditionnelle et le baptisme réformé. Au début du XVIIe siècle, les baptistes anglais n’avaient pas d’organisation officielle. Avec l'avènement de l'arminianisme vers la même époque, de nombreuses églises baptistes adoptèrent la position selon laquelle le salut des chrétiens dépendait finalement de leur propre choix personnel. Ces églises baptistes furent appelées les "baptistes généraux" en raison de leur croyance en une "expiation générale" pour tous les hommes sans exception. De l'autre côté, de nombreux baptistes rejetèrent l'enseignement de l'arminianisme et affirmèrent que le salut chrétien dépendait du choix de Dieu. Ces baptistes furent appelés “particuliers” parce qu'ils croyaient que la mort du Christ et son rachat étaient limités à ceux que Dieu avait choisis avant le début des temps. 
Bien que ces différences théologiques fussent importantes, les baptistes réformés et les baptistes généraux souffrirent de persécutions de la part de l'Église anglicane. Pratiquement tous les baptistes ont quitté l'Église établie parce qu'ils étaient convaincus que la Bible ne pouvait pas accepter une forme épiscopale à l'Église, ni l'implication de la monarchie britannique dans les affaires de celle-ci. D'autres puritains à la même époque, l'Église presbytérienne et les congrégationalistes, souffrirent aussi des persécutions, mais leur effectif numérique et leur influence leur permit d'y échapper. La position des églises baptistes sur le baptême du croyant les mirent en contradiction non seulement avec l'Église anglicane, mais aussi avec les presbytériens et les congrégationalistes, qui sont favorables au baptême des enfants.
C’est dans ce contexte que la confession de foi de Londres est adoptée par les baptistes particuliers.
En 1644, sept églises baptiste se sont rencontrées à Londres  pour écrire une confession de foi baptiste . Le document appelé Confession de foi (1644), fut publié en 1644 . 
Les principales doctrines  théologiques sont le baptême du croyant et l’Église de professants .

## Confession de 1677
En 1677, un important groupe de baptistes particuliers se rassemblèrent dans le but de créer une confession de foi plus détaillée. Ils prirent la Déclaration de Savoie et la Confession de foi de Westminster comme canevas de base, laquelle était utilisée par de nombreuses églises baptistes réformées malgré les différences entre l'organisation traditionnelle de l'Église et celle du baptisme.
Cette confession de foi contient 32 articles . Le document de 1677 différa de celui de Westminster et de celui de Savoy sur deux points importants. Premièrement, il définit le pouvoir de la dénomination baptiste en ce qui concerne les relations entre les congrégations individuelles. Deuxièmement, elle reprend la doctrine de l’Église de professants et du baptême du croyant.
La persécution et le secret empêchèrent le document de 1677 d'être soutenu officiellement par les baptistes réformés, mais il est évident que de nombreux leaders d'églises baptistes firent connaître le fond de ce document aux membres de leurs églises.

## Confession de 1689
En 1689, l'Acte de tolérance passa et instaura la liberté religieuse, le pluralisme religieux et permit aux autres Églises chrétiennes de coexister à côté de celles d'Angleterre et d'Écosse. Ce sursis officiel permit à des représentants de plus de 100 églises baptistes réformées de se rencontrer à Londres pour discuter et avaliser le document de 1677. Bien que le document ait été écrit en 1677, sa préface officielle le désigne comme la "Confession de foi baptiste de 1689".

## Influences de la confession de 1689
La confession de 1689, à côté des confessions de Westminster et de Savoy, est considéré comme la plus importante confession de foi réformée faite dans le monde anglophone. Il n'y a pas de doute que la confession de 1689 fut lourdement influencée par le travail réalisé lors de l'écriture des deux autres confessions, mais il ne faudrait toutefois pas ignorer son importance et son influence sur les églises baptistes en particulier, et les églises calvinistes et réformées en général.
Les baptistes réformés développèrent rapidement des églises dans l'Amérique coloniale, et en 1707 l'Association baptiste de Philadelphie fut créée. L'association adopta formellement la confession de 1689 en 1742 après des années d'application tacite par des églises individuelles et des membres de congrégations. Elle fut renommée Confession de foi de Philadelphie. D'autres associations d'églises baptistes réformées furent créées dans la seconde moitié du XVIIIe siècle et adoptèrent la confession sous le nom de Confession baptiste.
Durant le Second grand éveil en Amérique, les baptistes réformés et les autres expressions calvinistes du christianisme protestant subirent les attaques d'évangélistes comme Charles Grandison Finney et des théologiens comme Nathaniel William Taylor. De nombreux baptistes particuliers adoptèrent l'hyper-calvinisme, malgré le fait que la confession de 1689 ne supporte pas des positions aussi extrêmes dans la théologie réformée.
La confession de 1689  demeure, de nos jours, un document important pour tout églises baptistes réformées au niveau international.